# Eriococcus crispus
Eriococcus crispus är en insektsart som först beskrevs av Boyer de Fonscolombe 1834.  Eriococcus crispus ingår i släktet Eriococcus och familjen filtsköldlöss.
Artens utbredningsområde är Frankrike. Inga underarter finns listade i Catalogue of Life.